# Starello
Der Starello war ein Volumen- und Flächenmaß auf der Insel Sardinien. 

## Volumenmaß
In Cagliari war es das Getreidemaß mit etwa doppelten Mengen als in Sassari. Das Maß wurde auch Moggio genannt.
- Cagliari 1 Starello = 2479 Pariser Kubikzoll = 49,175 Liter
- Sassari 1 Starello = 1239 Pariser Kubikzoll = 24,587 Liter

Die Maßkette für den Starello war
- 1 Starello = 2 Quarte/Corbule = 4 Quarti = 8 Imbuti = 16 Migamuti[1]

## Flächenmaß
Das Maß war auch der Zweitname des Flächenmaßes Starel, welches auf der Insel ebenfalls galt.
- 1 Starel/Starello =  18.000 Pariser Geviertfuß = 1900 Quadratmeter[2]
- Cagliari 1 Starello = 240 Palmi
- Sassari  1 Starello = 170 Palmi